# Liste des Trésors nationaux du Japon (peintures)
Pour les articles homonymes, voir Liste des Trésors nationaux du Japon.

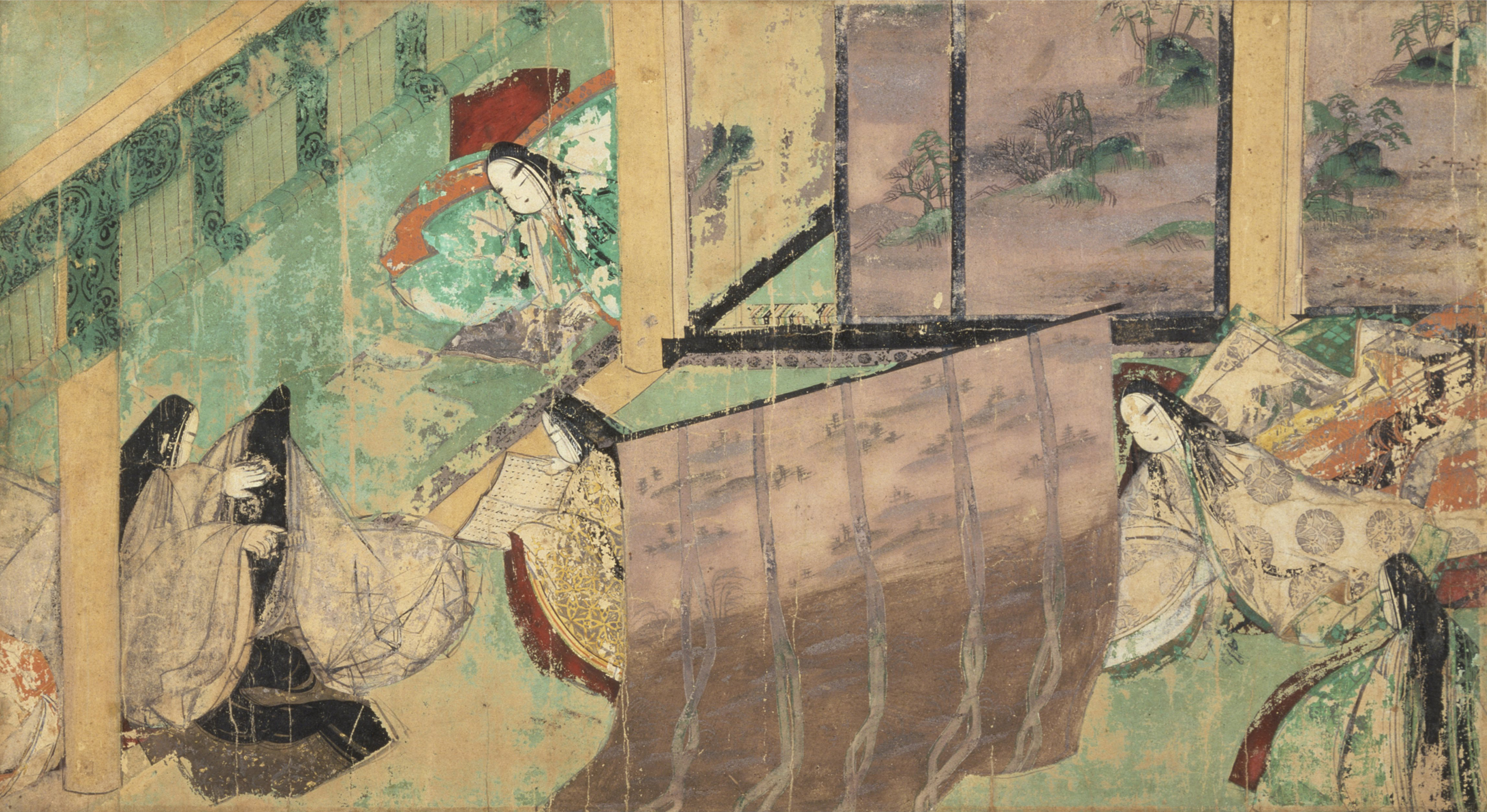
Un rouleau illustré du Genji monogatari.

Le terme « trésor national » est utilisé au Japon depuis 1897 pour désigner les biens les plus précieux du patrimoine culturel du Japon
bien que la définition et les critères ont changé depuis. Les peintures référencées dans cette liste correspondent à la définition actuelle et ont été désignées « trésors nationaux » quand la loi pour la protection des biens culturels est entrée en vigueur le 9 juin 1951. En tant que tels, leurs déplacements sont soumis à des limitations et ils ne peuvent être exportés. Les propriétaires sont tenus d'annoncer au trésor national toute modification survenue telle qu'un dommage ou une perte et doivent obtenir un permis pour un changement d'emplacement, un transfert de propriété ou des réparations envisagées. Les pièces sont choisies par le ministère de l'Éducation, de la Culture, des Sports, des Sciences et de la Technologie sur le fondement de leur « valeur artistique ou historique particulièrement élevée »,.
Cette liste présente cent cinquante-huit entrées pour des peintures provenant de l'époque de Nara classique au VIIIe siècle au début de l'époque d'Edo moderne du XIXe siècle. En fait, le nombre de tableaux présentés est supérieur à cent cinquante-huit parce que, dans certains cas, des groupes de peintures liées entre elles sont réunis pour former une seule entrée. Les peintures recensées montrent des thèmes bouddhistes, des paysages, des portraits et des scènes de cour. Quelques-unes de ces peintures sont importées directement de Chine. Les titres des œuvres sont de nature plus descriptive que ne le sont ceux des artistes et il est donc possible de trouver d'autres noms dans la littérature pour une œuvre donnée.
À partir du milieu du VIe siècle, quand le Bouddhisme arrive au Japon en provenance du royaume de Baekje, l'art religieux venant du continent est introduit dans la culture japonaise. Les premières peintures religieuses au Japon ont été copiés en utilisant des styles et des techniques continentale et sont semblables à celles produites dans la Chine de la dynastie Sui (581–618) ou de la fin des Seize Royaumes vers le début du Ve siècle. En font partie les plus anciennes peintures non primitives du Japon encore existantes. Au début du milieu de l'époque de Nara (ca. 750), les peintures japonaises montrent les influences de la Chine de la dynastie Tang (618–907) et au IXe siècle, le début de l'époque de Heian évolue vers le genre « Kara-e ». Les peintures murales du Kofun de Takamatsuzuka et le portrait de Kichijōten à Yakushi-ji illustrent le style Kara-e. En règle générale, les peintures de l'époque de Nara montrent des sujets religieux et les artistes ne sont pas connus. Pendant cette période, les sculptures sont plus fréquentes que les peintures.
Les mandalas deviennent prédominants dans les peintures du début de l'époque de Heian tandis que le Bouddhisme vajrayāna apparaît avec les sectes Shingon et Tendai aux VIIIe et IXe siècles. L'évolution du Bouddhisme de la Terre pure amène le raigō-zu à se développer en tant que genre dont la caractéristique est de représenter Amida accueillant les âmes des fidèles dans son Paradis de l'Ouest comme le montre une peinture de 1053 exposée dans le bâtiment du Phénix de Byōdō-in. Au milieu de la période de Heian, la peinture chinoise du style kara-e est remplacée par le style japonais classique yamato-e, dans lequel les images sont peintes principalement sur des écrans coulissants et des paravents (byōbu). La pratique consistant à orner les rouleaux portatifs (emakimono) avec des peintures yamato-e prospère à la fin de la période Heian vers 1185. Les exemples de rouleaux portatifs illustrés comptent des romans tels que les « rouleaux illustrés du Dit du Genji », des récits historiques comme le « rouleau enluminé du grand conseiller Tomo no Yoshio » ou des œuvres religieuses telle que « le rouleau des esprits affamés ». Ces genres continuent à être produits durant l'époque de Kamakura de 1185 à 1333. Comme pendant l'époque de Nara, la sculpture reste la forme d'art préférée de l'époque de Kamakura.
Influencée par les dynasties chinoises Song et Yuan, la peinture japonaise monochrome à l'encre appelée « suibokuga » remplace largement les rouleaux peint polychromes. À la fin du XIVe siècle, les peintures monochromes de paysages (« sansuiga ») deviennent le genre préféré des peintres zen, évoluant à partir des origines chinoises vers un genre japonais unique. Shūbun, qui a créé « Lecture dans un bosquet de bambous » (1446), et son élève Sesshū, auteur du « Paysage des quatre saisons », sont les prêtres peintres les plus connus de cette période. Comme avec la plupart des premières peintures japonaises, ces œuvres sont créées pour les temples bouddhistes. À la fin de l'époque de Muromachi vers 1573, la peinture à l'encre est sortie des monastères zen pour être pratiquée par les artistes de l'école Kanō.
Contrairement à la période précédente, les peintures de l'époque Azuchi Momoyama (1568–1603) se caractérisent par un style polychrome grandiose faisant largement appel à la feuille d'or ou d'argent. Les peintures à grande échelle sont commandées pour orner les châteaux et les palais des chefs militaires. L'école Kanō, patronnée par la classe dirigeante, est l'école la plus influente de la période et, avec trois cents ans de domination, occupe la plus longue période dans l'histoire de la peinture japonaise,.
Les tendances des grandes peintures polychromes se prolongent dans l'époque d'Edo (1603–1868). L'école Rimpa, dont les meilleurs représentants sont Tawaraya Sōtatsu et Ogata Kōrin, utilise des couleurs vives pour illustrer des thèmes classiques de la littérature japonaise et de la poésie de l'époque de Heian. Au XVIIIe siècle, les peintures des peintres-érudit amateurs de la dynastie Yuan sont importées au Japon et imitées, entraînant l'apparition du style « Bunjin-ga » ou (« Nanga»). Deux des peintres les plus éminents de cette école sont Ike no Taiga et Yosa Buson.

## Statistiques
Les cent cinquante-huit entrées de la liste comprennent les éléments suivants : quatre-vingt-dix sont des rouleaux suspendus; trente-huit des rouleaux portatifs ou emakimono; vingt et un des byōbu (paravent) ou peintures sur fusuma (portes coulissantes); quatre sont des peintures murales et trois sont des albums. Deux œuvres, le portrait de Kichijōten et la biographie illustrée du prince Shōtoku, n'entrent dans aucune de ces catégories. Les peintures sont conservées dans des musées, des temples bouddhistes, des sanctuaires shinto, des collections privées, une université et l'une se trouve dans une tombe (Kofun de Takamatsuzuka). Une grande partie des peintures est exposée dans les musées nationaux de Tokyo, Kyoto et Nara. La ville abritant le plus grand nombre de peintures désignées « Trésor national » est Kyoto avec cinquante d'entre elles, suivie de Tokyo où elles sont abritées au musée national de Tokyo qui est l'endroit où est réuni le plus grand nombre de peintures classées Trésor national.

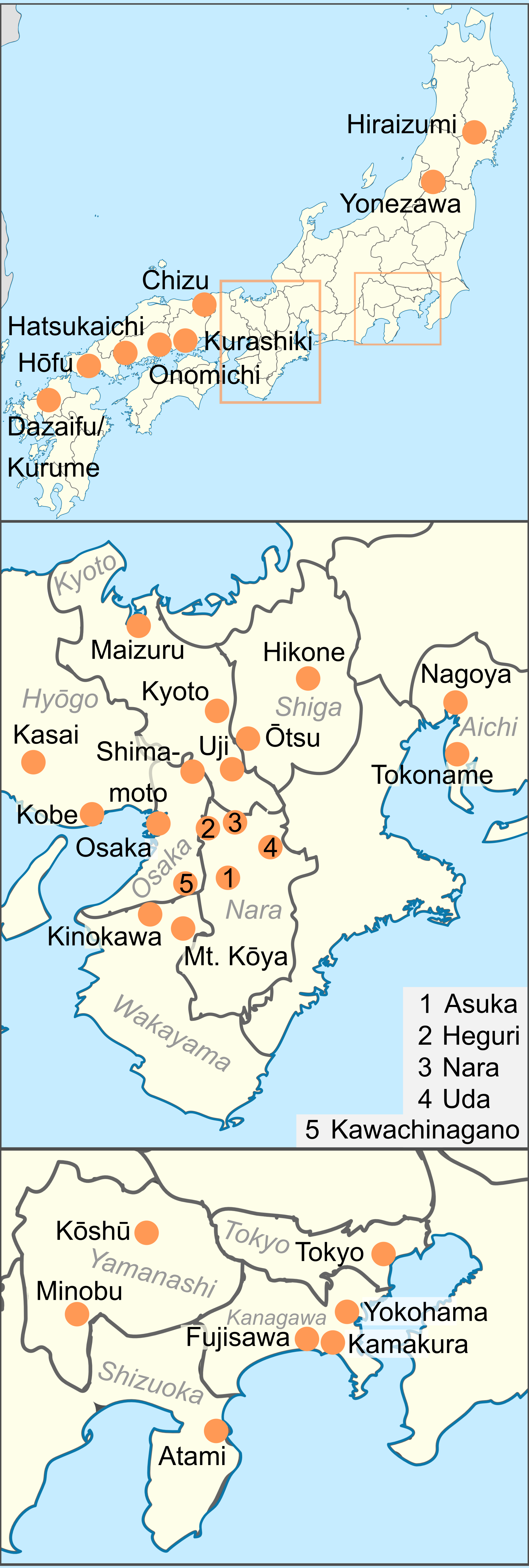
Carte montrant l'emplacement des peintures enregistrées comme trésors nationaux au Japon

| Préfecture | Ville              | Trésors nationaux |
| ---------- | ------------------ | ----------------- |
| Aichi      | Nagoya             | 1                 |
| Aichi      | Tokoname           | 1                 |
| Fukuoka    | Dazaifu            | 1                 |
| Fukuoka    | Kurume             | 1                 |
| Gifu       | Ōno, Gifu          | 1                 |
| Hiroshima  | Hatsukaichi        | 1                 |
| Hiroshima  | Onomichi           | 1                 |
| Hyōgo      | Kasai              | 1                 |
| Hyōgo      | Kobe               | 1                 |
| Iwate      | Hiraizumi          | 1                 |
| Kanagawa   | Fujisawa           | 1                 |
| Kanagawa   | Kamakura           | 4                 |
| Kanagawa   | Yokohama           | 1                 |
| Kyoto      | Kyoto              | 50                |
| Kyoto      | Uji                | 1                 |
| Kyoto      | Maizuru            | 1                 |
| Nara       | Asuka              | 1                 |
| Nara       | Heguri, (Nara)     | 1                 |
| Nara       | Nara               | 14                |
| Nara       | Uda                | 1                 |
| Okayama    | Kurashiki          | 2                 |
| Osaka      | Osaka              | 5                 |
| Osaka      | Shimamoto, (Osaka) | 1                 |
| Shiga      | Hikone             | 1                 |
| Shiga      | Ōtsu               | 3                 |
| Shizuoka   | Atami              | 1                 |
| Tokyo      | Tokyo              | 46                |
| Tottori    | Chizu, Tottori     | 1                 |
| Wakayama   | Kinokawa           | 1                 |
| Wakayama   | Mont Kōya          | 8                 |
| Yamagata   | Yonezawa           | 1                 |
| Yamaguchi  | Hōfu               | 1                 |
| Yamanashi  | Kōshū              | 1                 |
| Yamanashi  | Minobu, Yamanashi  | 1                 |

| Époque                 | Trésors nationaux |
| ---------------------- | ----------------- |
| Dynastie Tang          | 1.                |
| Époque de Nara         | 5                 |
| Époque de Heian        | 52                |
| Song du nord           | 3                 |
| Song du sud            | 16                |
| Époque de Kamakura     | 41                |
| Époque Nanboku-chō     | 3                 |
| Dynastie Yuan          | 6                 |
| Époque de Muromachi    | 14                |
| Époque Azuchi Momoyama | 6                 |
| Époque d'Edo           | 15                |

1. 1 2 3  Les « Portraits des Sept Patriarches Shingon » (dynastie Tang et époque de Heian), les « Cinq Abhisambodhi » (dynastie Tang et époque de Heian), les rouleaux des « Animaux et humains gambadant » (époques Heian et Kamakura), l'« avènement du Bouddha Amida et des Saints de la Terre Pure » (époques Heian et Kamakura). Tous ces éléments sont comptés deux fois dans ce tableau. Le Trésor national « Portraits des Sept Patriarches Shingon » par exemple apparaît deux fois dans la liste : sous « dynastie Tang » et sous « époque de Heian »

## Usage
Le tableau suivant donne un aperçu de ce qui est inclus dans la liste et comment sont classées les œuvres :
- Nom : le nom tel qu'il est enregistré dans la base de données des Propriétés Culturelles Nationales[5].
- Auteur : nom de l'artiste et - le cas échéant - nom de la personne qui a ajouté une inscription.
- Remarque : informations sur l'emplacement, la provenance et autres remarques d'ordre général.
- Date : époque et année; la colonne trie les entrées par année. Si une période seulement est connue, le tri se fait par l'année de début de cette période.
- Format : principal type de peinture, de technique et dimensions; la colonne trie les entrées par le type principal et, dans certains cas, va plus loin en sous-catégories : album; byōbu (2 section → paire ou simple, 6 section → paire ou simple, 8 section → paire ou simple); rouleau portatif (emakimono ou autre); rouleau suspendu (mandala, portrait, déité, paysage, autre); peinture murale; autre.
- Emplacement actuel : « nom de bâtiment temple/musée/nom de sanctuaire, nom de ville, nom de préfecture »; le tri des entrées de la colonne se fait par « nom de préfecture, nom de ville, nom de bâtiment (temple/musée/nom de sanctuaire) ».
- Image : image de la peinture, ou d'une peinture caractéristique dans un groupe de peintures.

## Trésors
(Cette liste est complète au 30 septembre 2011)
| Nom | Auteur | Remarques | Date | Format | Emplacement actuel | Image |
| --- | --- | --- | --- | --- | --- | --- |
| Paradis bouddhique avec pagode en or (紺紙著色金光明最勝王経金字宝塔曼荼羅図, konshichakushoku konkōmyō saishō ōkyō kinji hōtō mandarazu), | | | Époque de Heian | Dix rouleaux suspendus (mandalas), peinture dorée sur papier bleu indigo, 139,7 × 54,8 cm | Chūson-ji, Hiraizumi, Iwate | A painting in portrait format on blue background. The center is occupied by an 11 storied pagoda. An image of a buddha is seen in the lowest story. The pagoda is surrounded by images of people, deities and landscape. |
| Scènes dans et autour de la capitale (紙本金地著色洛中洛外図, shihonkinji chakushoku rakuchū rakugaizu) | Kanō Eitoku | | Époque Azuchi Momoyama, pas plus tard que 1574                                                                                              | Une paire de paravents (byōbu) à six panneaux, encre et couleur sur papier sur fond de feuille en or | Yonezawa Uesugi Museum (米沢市上杉博物館, Yonezawa-shi Uesugi hakubutsukan), Yonezawa, préfecture de Yamagata                       | A six section folding screen depicting a large number of buildings, people and trees on a gold background. The various elements are disconnected by the gold background which covers the scene like fog. · A six section folding screen depicting a large number of buildings, people and trees on a gold background. The various elements are disconnected by the gold background which covers the scene like fog. |
| Biographie illustrée du prince Shōtoku (綾本著色聖徳太子絵伝, kenpon chakushoku shōtoku taishi eden) | Hata no Chitei (秦致貞)                                                                                             | D'abord sur des portes fixes à Hōryū-ji, plus tard durant l'époque d'Edo sur des paravents mobiles et récemment remontés sur panneaux | Époque de Heian, 1069 | Dix panneaux (cinq paires), couleur sur soie à motif, 189.2–190.5 cm × 137.2–148.2 cm (74.5–75 × 54–58.3) | Musée national de Tokyo, Tokyo | A painting on two panels depicting people in courtly dress, buildings, mountains and trees. Part of the color has faded and the dominating colors are brown and green. |
| Portrait de Takami Senseki (絹本淡彩鷹見泉石像, kenpon tansai Takami Senseki zō) | Watanabe Kazan | | Époque d'Edo, 1837 | Rouleau suspendu, légère couleur sur soie, 115,1 × 57,1 cm | Musée national de Tokyo, Tokyo | Portrait of a man with a hat in three-quarter view on beige background. The man is dressed in light-blue garment wearing a sword. |
| Biographie illustrée du moine itinérant Ippen ： Volume 7 (絹本著色一遍上人絵伝, kenpon chakushoku ippen shōnin eden), | En'i (円伊) | Aussi connu sous les noms Ippen Hijiri-e (一遍聖絵) | Époque de Kamakura, 1299 | Rouleau portatif (emakimono), couleur sur soie, 37,8 × 802,0 cm | Musée national de Tokyo, Tokyo | People of various stand, buildings, a wall and ox carts. An island in a lake is comopletely occupied by a canopy under which a large number of people are packed. |
| Kokūzō Bosatsu (Akasagarbha) (絹本著色虚空蔵菩薩像, kenpon chakushoku kokūzō bosatsuzō) | | Anciennement propriété de Mitsui Gomei Co. | Époque de Heian, XIIe siècle | Rouleau suspendu, couleur sur soie, 132,0 × 84,4 cm | Musée national de Tokyo, Tokyo | Frontal view of a deity seated on a pedestal in lotus position embellished with ornaments. The right arm is hanging down supported by the legs with the palm of the right hand facing forward. The left hand is placed in front of the body. |
| Kujaku Myoo (Mahamayuri) (絹本著色孔雀明王像, kenpon chakushoku kujaku myōōzō) | | Anciennement détenu par la famille Hara. | Époque de Heian, XIIe siècle | Rouleau suspendu, couleur sur soie, 147,9 × 98,9 cm | Musée national de Tokyo, Tokyo | Frontal view of a deity with four arms seated on a bird in lotus position embellished with ornaments. |
| Hibiscus rouges et blancs (絹本著色紅白芙蓉図, kenpon chakushoku kōhaku fuyōzu) | Li Di | | Dynastie Song du sud, 1197 | Jeu de deux rouleaux suspendus, couleur sur soie, 25,2 × 25,5 cm chacun | Musée national de Tokyo, Tokyo | Two pink hibiscus flowers and leaves on a dark-yellow background. · Two white hibiscus flowers and leaves on a dark-yellow background. |
| Seize Arhats (絹本著色十六羅漢像, kenpon chakushoku jūroku rakanzō) | | Anciennement propriété du temple Shōjuraigō-ji. | Époque de Heian, XIe siècle | Jeu de seize rouleaux suspendus, couleur sur soie, 95.9–97.2 cm × 57.8–52.2 cm (37.8–38.3 cm × 22.8–20.6 cm) | Musée national de Tokyo, Tokyo | A priest seated under a tree feeding a four-legged animal in the shape of a small horse. |
| Senju Kannon (Sahasrabhuja) (絹本著色千手観音像, kenpon chakushoku senjukannonzō) | | Anciennement propriété de la famille Kawasaki. | Époque de Heian, XIIe siècle | Rouleau suspendu, couleur sur soie, 138,0 × 69,4 cm | Musée national de Tokyo, Tokyo | Frontal view of a deity with a large number of arms. Small heads and figures are seen above the head of the main figure. |
| Pigeon sur une branche de pêcher (絹本著色桃鳩図, kenpon chakushoku momohatozu) | Empereur Song Huizong                                                                                               | | Dynastie Song du nord, 1108 ou 1109 | Rouleau suspendu, couleur sur soie, 28,5 × 26,1 cm | Collection privée (Isao Setsu (瀬津勲), 雅陶堂 (Gatōdō)), Tokyo                                                                     | Side view of a pigeon seated on a branch with buds and blossoms but without leaves. Seven Chinese characters are located on top of a square red stamp in the top right corner of the painting. |
| Cascade de Nachi (絹本著色那智滝図, kenpon chakushoku nachi no taki zu) | | | Époque de Kamakura, XIIIe et XIVe siècles                                                                                                   | Rouleau suspendu, couleur sur soie, 160,7 × 58,8 cm | Musée Nezu, Tokyo | Représentation très haute et étroite d'une cascade. Il y a de grands arbres au bas de la chute et de petits arbres au sommet de la paroi rocheuse. Le Soleil (ou la Lune) est à moitié visible derrière le rocher. |
| Fugen Bosatsu (Samantabhadra) (絹本著色普賢菩薩像, kenpon chakushoku fugenbosatsuzō) | | | Époque de Heian, XIIe siècle | Rouleau suspendu, couleur sur soie, 159,1 × 74,5 cm | Musée national de Tokyo, Tokyo | A deity seated cross-legged on a pedestal on top of a white elephant. |
| Pommiers en fleurs (絹本著色林檎花図, kenpon chakushoku ringo no hana zu), | Attribué à Zhao Chang (趙昌, Chō Shō)                                                                               | | Dynastie Song du sud, début du XIIe siècle                                                                                                  | Rouleau suspendu, couleur sur soie, 23,6 × 25,5 cm | Musée des beaux-arts de Hatakeyama, Tokyo                                                                                           | Blossoms and leaves on a branch painted on an oval background. |
| Caille (絹本著色鶉図, kenpon chakushoku uzura zu), | Attribué à Li An-Zhong                                                                                              | Marqué avec le sceau zakkeshitsu-in trouvés sur des peintures chinoises importées au Japon par les Ashikaga | Dynastie Song du sud, XIIe et XIIIe siècles                                                                                                 | Rouleau suspendu, couleur sur soie, 24,4 × 27,8 cm | Musée Nezu, Tokyo | A quail in three-quarter view and a shrub on an oval background. |
| Sakyamuni descend de la montagne après la période d’ascétisme (絹本墨画淡彩出山釈迦図, kenpon bokuga tansai shussan shuka zu) (I), paysage neigeux (絹本墨画淡彩雪景山水図, kenpon bokuga tansai sekkei sansui zu) (II) et paysage neigeux (絹本墨画淡彩雪景山水図, kenpon bokuga tansai sekkei sansui zu) supposé de Liang Kai (III), | Liang Kai | « III » a plus tard été coupé pour faire des trois peintures une triade probablement du temps d'Ashikaga Yoshimitsu. Est passé au shogunat Ashikaga en tant que partie des trésors de la période Higashiyama. Marqué avec le sceau zakkeshitsu-in trouvé sur les peintures importées au Japon par les Ashikaga. D'abord désignés comme trois trésors nationaux distincts, ils sont désignés trésor national unique en 2007.             | Dynastie Song du sud, XIIIe siècle | Trois rouleaux suspendu, encre et légère couleur sur soie, 110,3 × 49,7 cm (I), 110,8 × 50,1 cm (II), 117,6 × 52,0 cm (III) | Musée national de Tokyo, Tokyo | Tall and narrow painting of a landscape with mountains and vegetation. In the bottom left there are two very small horsemen. |
| Vent et pluie, peinture de paysage (絹本墨画淡彩風雨山水図, kenpon bokuga tansai fuu sansui zu) | Attribué à Ma Yuan                                                                                                  | | Dynastie Song du sud, XIIIe siècle | Rouleau suspendu, encre sur soie, 111,0 × 55,8 cm | Musée d'art Seikadō Bunko, Tokyo | Landscape with mountains and trees. |
| Iris (紙本金地著色燕子花図, shihonkinji chakushoku kakitsubata zu), | Ogata Kōrin | Anciennement conservé à Nishi-Hongan-ji, Kyoto. | Époque d'Edo, c. 1705 | Une paire de paravents à six panneaux (byōbu), encre et couleur sur papier sur fond de feuilles d'or, faisant chacun 150,9 × 338,8 cm | Musée Nezu, Tokyo | Irises in blossom on a gold background covering the bottom left half of the screen. · Irises in blossom on a gold background covering more than half of the screen. |
| Peintures des chapitres Sekiya et Miotsukushi du Genji monogatari (紙本金地著色源氏物語関屋及澪標図, shihonkinji chakushoku genji monogatari sekiya oyobi miotsukushi zu) | Tawaraya Sōtatsu | | Époque d'Edo | Une paire de paravents (byōbu) à six panneaux, encre et couleur sur papier sur fond de feuilles d'or, faisant chacun 152,3 × 355,6 cm | Musée d'art Seikadō Bunko, Tokyo | Landscape with people in court attire with a cart, a tori, a boat and trees. · Landscape with people in court attire with an ox-drawn cart, another cart, a fence, a building and hills. |
| Paravent au cyprès (紙本金地著色桧図, shihonkinji chakushoku hinoki zu), | Kanō Eitoku | | Époque Azuchi Momoyama | Paravent à huit panneaux (byōbu), encre et couleur sur papier sur fond de feuilles d'or, 170,0 × 461,0 cm | Musée national de Tokyo, Tokyo | The lower parts of a cypress on a gold background. |
| Paysage chinois (紙本金地著色楼閣山水図, shihonkinji chakushoku rōkakusan suizu) | Ike no Taiga | | Époque d'Edo, XVIIIe siècle | Une paire de paravents (byōbu) à six panneaux, encre et couleur sur papier sur fond de feuilles d'or, chacun faisant 168,0 × 372,0 cm | Musée national de Tokyo, Tokyo | Landscape with people, a bridge and a pavilion. · Coastal scene with boats, people and mountains. |
| Cavalerie de la garde impériale (紙本淡彩随身庭騎絵巻, shihontansai zuishin teiki emaki), | Attribué à Fujiwara Nobuzane                                                                                        | | Époque de Kamakura, 1247 | Rouleau portatif (emakimono), légère couleur sur papier, 28,7 × 237,5 cm | Musée d'art d'Okura, Tokyo | Horseman with a holster of arrows on his back seated on a shying horse. |
| Pins sous la neige (紙本淡彩雪松図, shihontansai yukimatsuzu) | Maruyama Ōkyo | | Époque d'Edo, 1773 | Une paire de paravents (byōbu) à six panneaux, légère couleur sur papier, 155,5 × 362,0 cm | Musée mémorial Mitsui, Tokyo | Two paintings of pine trees covered with snow |
| Famille profitant de la fraîcheur du soir (紙本淡彩納涼図, shihontansai nōryōzu) | Kusumi Morikage | | Époque d'Edo, XVIIe siècle | Paravent à deux panneaux (byōbu), légère couleur sur papier, 149,7 × 166,2 cm | Musée national de Tokyo, Tokyo | Man, woman and child lying and sitting under a pergola looking to the left. |
| Réjouissances sous un aronia en fleurs (紙本著色花下遊楽図, shihon chakushoku kaka yūraku) | Kano Naganobu | Les deux parties centrales du paravent droit ont été détruites par le feu lors du séisme de 1923 de Kantō. | Époque Azuchi Momoyama, XVIIe siècle | Une paire de paravents (byōbu) à six panneaux, couleur sur papier, 148,8 × 357,7 cm | Musée national de Tokyo, Tokyo | People standing and sitting under a large tree with white blossoms. · People engaged in various activities next to a house with engawa and a tree. |
| Rouleaux des êtres affamés (紙本著色餓鬼草紙, shihon chakushoku gakisōshi) | | | Époque de Heian, XIIe siècle | Rouleau portatif (emakimono), couleur sur papier, 26,9 × 380,2 cm | Musée national de Tokyo, Tokyo | People in bright colors and skeletons with hair in dark colors. |
| Sūtra illustré des Causes et des Effets (紙本著色絵因果経, shihon chakushoku eingakyō) | | | Époque de Nara, seconde moitié du VIIIe siècle                                                                                              | Rouleau portatif (emakimono), couleur sur papier, 26,5 × 1 100,5 cm | Université des arts de Tokyo, Tokyo                                                                                                 | People seated around a Buddha statue and two heavenly beings descending from the sky. The lower part of the painting is covered by Chinese text. |
| Contemplateurs de l'érable (紙本著色観楓図, shihon chakushoku kanpūzu) | Kano Hideyori | | Époque de Muromachi, XVIe siècle | Paravent à six panneaux (byōbu), couleur sur papier, 150,2 × 365,5 cm | Musée national de Tokyo, Tokyo | Landscape with trees with red leaves, a bridge and people engaged in various activities. |
| Rouleaux illustrés du Dit du Genji (紙本著色源氏物語絵巻, shihon chakushoku genji monogatari emaki) ou le rouleau Le Dit du Genji, | | Plus ancien rouleau monogatari existant et plus ancien rouleau non bouddhiste couvrant les chapitres 37 (Le grillon grelot (鈴虫, suzumushi)), 38 (Le brouillard du soir (夕霧, yūgiri)) et 39 (La loi du Bouddha (御法, minori)) du roman. | Époque de Heian, début du XIIe siècle | Rouleau portatif (emakimono) coupé en quatre illustrations et neuf page de texte, couleur sur papier, 21,8 cm × (23.4–48.3) cm | Musée Gotoh, Tokyo | People seated in a house and on an engawa in three-quarter view. One person is playing a flute. · Three women and one man seated in a house and on an engawa. The man, inside the house, is keeping a flat object in his hand while a woman approaches him from behind. Two other women are seated just outside the room as if eavesdropping. |
| Rouleaux enluminés du journal intime de Murasaki Shikibu (紙本著色紫式部日記絵巻, shihon chakushoku Murasaki Shikibu nikki emaki), | Attribué à Fujiwara Nobuzane (illustrations) et Kujō Yoshitsune (calligraphie)                                      | | Époque de Kamakura, XIIIe siècle | Rouleau portatif (Emakimono) coupé en trois illustrations et trois pages de texte, couleur sur papier, 21,0 cm × (46.4–51.9) cm (8.3 in × (18.3–20.4)in) | Musée Gotoh, Tokyo | People seated on an engawa and in front of a house in three-quarter view. |
| Album en éventail papier du sūtra Hokekyō (紙本著色扇面法華経冊子, shihon chakushoku senmen hokekyō sasshi) volume 8 | | | Époque de Heian, XIIe siècle | Éventail en papier sous forme de livre pliable, 22 pages, couleur sur papier, longueur 25,5 cm, longueur de la membrure supérieure 26,2 cm | Musée national de Tokyo, Tokyo | People engaged in various activities covered by text in Chinese script in a fan-shaped album. |
| Rouleaux des enfers (紙本著色地獄草紙, shihon chakushoku jigoku sōshi) | | | Époque de Kamakura, fin du XIIe siècle | Rouleau portatif (emakimono), couleur sur papier, 26,9 × 249,3 cm | Musée national de Tokyo, Tokyo | Naked people in a sea of fire and being tormented by burning rocks. To the right of the scene is Japanese handwritten text. |
| Le dit du Grand Ministe Ban (紙本著色伴大納言絵詞, shihon chakushoku ban dainagon ekotoba) | Tokiwa Mitsunaga de l'école Tosa                                                                                    | | Époque de Kamakura, fin du XIIe siècle | Rouleau portatif (emakimono), couleur sur papier, 30,4 × 828,1 cm | Musée d'art Idemitsu, Tokyo | A large group of people. |
| Rouleaux illustrés du Dit de Heiji (histoires illustrées relatives à la rébellion de Heiji) (紙本著色平治物語絵詞, shihon chakushoku Heiji monogatari ekotoba) ou 平治物語絵巻 (Heiji monogatari emaki), vol. de la Fuite de la famille impériale à Rokuhara (六波羅行幸巻, rokuhara gyōkō no maki) | Attribué à Sumiyoshi Keion                                                                                          | | Époque de Kamakura, XIIIe siècle | Rouleau portatif (emakimono), couleur sur papier, 42,2 × 952,9 cm | Musée national de Tokyo, Tokyo | An ox-drawn cart surrounded by warriors in front of a gate as if departing. A priest standing in the gate is pointing at the cart. |
| Cloche du soir d'un temple enveloppé dans la brume (紙本墨画煙寺晩鐘図, shihon bokuga enji banshōzu) | Attribué à Muqi Fachang                                                                                             | La scène représentée est une des Huit vues de Xiaoxiang. | Dynastie Song du sud | Rouleau suspendu, encre sur papier, 32,3 × 103,6 cm | Musée des beaux-arts de Hatakeyama, Tokyo                                                                                           | Fog-covered landscape. |
| Portrait de Kanzan (Hanshan) (紙本墨画寒山図, shihon bokuga kanzanzu) | Kaō Ninga (可翁) | | Époque Nanboku-chō, XIVe siècle | Rouleau suspendu, encre sur papier, 85,8 × 32,5 cm | Collection privée, Tokyo | Portrait d'un homme regardant vers la gauche avec ses bras sur le dossier. |
| Village de pêcheurs à la lueur du soir (紙本墨画漁村夕照図, shihon bokuga gyoson sekishōzu) | Attribué à Muqi Fachang                                                                                             | La scène représentée est une des Huit vues de Xiaoxiang. | Dynastie Song du sud, XIIIe siècle | Rouleau suspendu, encre sur papier, 33,0 × 112,6 cm | Musée Nezu, Tokyo | Landscape with mountains, trees and boats on the sea. |
| Paysage (紙本墨画山水図, shihon bokuga sansuizu) ou paysage avec encre (破墨山水図, haboku sansuizu), | Sesshū Tōyō | Avec des inscriptions de l'artiste et de six moines poètes des temples de Gozan Zen à Kyoto | Époque de Muromachi, 1495 | Rouleau suspendu, éclaboussure d'encre (haboku) sur papier, 148,6 × 32,7 cm | Musée national de Tokyo, Tokyo | Landscape with mountains and trees. |
| Paysages d’automne et d’hiver (紙本墨画秋冬山水図, shihon bokuga shūtō sansuizu) | Sesshū Tōyō | | Époque de Muromachi, XVe siècle | Deux rouleau suspendus, encre sur papier, 47,8 × 30,2 cm | Musée national de Tokyo, Tokyo | Landscape with hills, trees and a house in the background. · Landscape with hills, trees and a house in the background. |
| Pins (紙本墨画松林図, shihon bokuga shōrinzu) | Hasegawa Tōhaku | | Époque Azuchi Momoyama, XVIe siècle | Une paire de paravents (byōbu) à six panneaux, encre sur papier, faisant chacun 156,8 × 356,0 cm | Musée national de Tokyo, Tokyo | Mist-covered pine trees. · Mist-covered pine trees. |
| Segment isolé des Actes des Maîtres Zen (紙本墨画禅機図断簡, shihon bokuga zenkizu dankan): Hanshan et Shide (寒山拾得図, kanzan jittokuzu), | Indara (因陀羅) (Yintuoluo) avec inscriptions de Chushi Fanqi                                                       | | Dynastie Yuan, XIVe siècle | Rouleau portatif, encre sur papier, 35,0 × 49,5 cm | Musée national de Tokyo, Tokyo | Painting separated in two parts by Chinese text running vertically through the centre. The left half is empty, there are two seated people under a tree in the right half. |
| Segment isolé des Actes des Maîtres Zen (紙本墨画禅機図断簡, shihon bokuga zenkizu dankan): Tanka brûle des statues bouddhistes (丹霞焼仏図, tanka shōbutsuzu) | Indara (因陀羅) (Yintuoluo)                                                                                         | | Dynastie Yuan, XIVe siècle | Rouleau portatif, encre sur papier, 35,0 × 36,8 cm | Musée d'art d'Ishibashi, Kurume, préfecture de Fukuoka                                                                              | Painting with Chinese text running vertically on the left. There is a person seated on an open fire and another person standing in the right half. |
| Segment isolé des Actes des Maîtres Zen (紙本墨画禅機図断簡, shihon bokuga zenkizu dankan): Le prêtre Zhichang et le courtisan Libo (智常・李渤図, chijō ribotsuzu) | Indara (因陀羅) (Yintuoluo)                                                                                         | | Dynastie Yuan, XIVe siècle | Rouleau portatif, encre sur papier, 35,3 × 45,1 cm | Musée des beaux-arts de Hatakeyama, Tokyo                                                                                           | |
| Segment isolé des Actes des Maîtres Zen (紙本墨画禅機図断簡, shihon bokuga zenkizu dankan): Le prêtre Zhichang (智常禅師図, chijō zenjizu), | Indara (因陀羅) (Yintuoluo)                                                                                         | | Dynastie Yuan, XIVe siècle | Rouleau portatif, encre sur papier, 35,3 × 48,3 cm | Musée d'art Seikadō Bunko, Tokyo | Painting with Chinese text running vertically on the left. There is a person seated under a tree and another person standing in the right half. |
| Segment isolé des Actes des Maîtres Zen (紙本墨画禅機図断簡, shihon bokuga zenkizu dankan): Budai (Hotei) (布袋図, hoteizu), | Indara (因陀羅) (Yintuoluo)                                                                                         | | Dynastie Yuan, XIVe siècle | Rouleau portatif, encre sur papier, 35,6 × 48,5 cm | Musée Nezu, Tokyo | Painting with Chinese text running vertically on the right. There is a person seated under a tree and another person standing in the left half. |
| Zhou Dunyi contemple les lotus (紙本墨画淡彩周茂叔愛蓮図, shihon bokuga tansai shū moshuku airenzu), | Kanō Masanobu | | Époque de Muromachi, XVe siècle | Rouleau suspendu, encre et couleur légère sur papier, 84,5 × 33,0 cm | Musée national de Kyūshū, Dazaifu, préfecture de Fukuoka                                                                            | Tall and narrow painting with a tree and a lake covered with lotus flowers in the lower half. A boat with a man is floating on the lake. |
| Lecture dans un bosquet de bambous (紙本墨画淡彩竹斎読書図, shihon bokuga tansai chikusaidokushozu), | Attribué a Tenshō Shūbun, inscriptions par Jikuun Tōren et d’autres prêtres                                         | | Époque de Muromachi, 1446 | Rouleau suspendu, encre et légère couleur sur papier, 136,7 × 33,7 cm | Musée national de Tokyo, Tokyo | Landscape with mountains and trees. In the top left corner there is a Chinese text. |
| Le sixième patriarche Huineng portant un bâton sur l'épaule (紙本墨画六祖挟担図, shihon bokuga rokuso kyōtanzu) | Zhiweng | | Dynastie Song du sud, XIIIe siècle | Rouleau suspendu, encre sur papier, 93,0 × 36,4 cm | Daitōkyū Memorial Library (大東急記念文庫, daitōkyū kinen bunko) (Musée Gotoh), Tokyo                                               | |
| Voyage imaginaire dans Xiao-xiang (紙本墨画瀟湘臥遊図, shihon bokuga shōshōgayūzu) | Li (李氏) | | Dynastie Song du sud, XIIe siècle | Rouleau, encre sur papier, 30,3 × 400,4 cm | Musée national de Tokyo, Tokyo | Coastal landscape with mountains and trees. To the right of the scene there is Chinese text. The scroll is covered by various stamps with red color. |
| Sutra Rishukyō (白描絵料紙理趣経, hakubyōeryōshi rishukyō), | | Rouleau de sūtra décoré d'une ligne sous les dessins. Cette pièce constitue le premier volume du sūtra Konkōmyōkyō en quatre volumes. Le troisième volume, Trésor national, est également entièrement préservé tandis que les deuxième et quatrième volumes n'existent plus qu'à l'état de fragments. | Époque de Kamakura, 1193 | Rouleau, style hakubyō (白描) sur papier, 25,0 × 450,5 cm | Daitōkyū Memorial Library (大東急記念文庫, daitōkyū kinen bunko) (Musée Gotoh), Tokyo                                               | Very faded drawings covered by prominent Chinese text. |
| Portrait de Lanxi Daolong (Rankei Dōryū) (絹本淡彩蘭溪道隆像, kenpon tansai rankei dōryūzō) | L'inscription sur la partie supérieure de la spirale est de l'objet du portrait, Lanxi Daolong.                     | | Époque de Kamakura, 1271 | Rouleau suspendu, couleur légère sur soie, 104,8 × 46,4 cm | Musée des trésors nationaux de Kamakura, Kamakura, préfecture de Kanagawa. Propriété de Kenchō-ji, Kamakura, préfecture de Kanagawa | Monk seated on a chair holding a stick-like object in his right hand in three-quarter view. Above the painting there is Chinese text. |
| Biographie illustrée du moine itinérant Ippen (絹本著色一遍上人絵伝, kenpon chakushoku ippen shōnin eden) | En'i (円伊) | | Époque de Kamakura, 1299 | Rouleau portatif (emakimono), couleur sur soie, douze rouleaux, 38,2 × 922,8 cm (#3), 38,2 × 1 094,8 cm (#5) | Shōjōkō-ji (清浄光寺), Fujisawa, préfecture de Kanagawa                                                                             | Horsemen, people and buildings. |
| Portraits de Kanezawa Sanetoki, Hōjō Akitoki, Kanezawa Sadaaki, Kanezawa Sadayuki (絹本著色北条実時像, 絹本著色北条顕時像, 絹本著色金沢貞顕像, 絹本著色金沢貞将像) | | Quatre portraits de membres du clan Hōjō. | Époque de Kamakura | Quatre rouleaux suspendus, couleur sur soie, 74,0 × 53,1 cm | Shōmyō-ji (称名寺), Yokohama, préfecture de Kanagawa                                                                                | Seated monk holding a rosary in three-quarter view. |
| Dix Avantages et Dix plaisirs de la vie de Campagne (紙本淡彩十便図, shihon tansai jubenzu) et 紙本淡彩十宣図 (shihon tansai jugizu) ou Album des Dix convenances et des Dix Mérites, | Ike no Taiga et Yosa Buson                                                                                          | | Époque d'Edo, 1771 | Album composé de dix peintures de Buson et dix peintures de Taiga, légère couleur sur papier, 17,7 × 17,7 cm | Kawabata Memorial Hall (川端康成記念会), Kamakura, préfecture de Kanagawa                                                           | Three people inside a house. · A person in the garden in front of a house. |
| Taima mandala engi (紙本著色当麻曼荼羅縁起, shihon chakushoku Taima mandara engi) | | | Époque de Kamakura | Deux rouleaux portatifs (emakimono), couleur sur papier, 51,5 × 796,7 cm et 51,5 × 689,8 cm | Musée des trésors nationaux de Kamakura, Kamakura, préfecture de Kanagawa. Conservé au Kōmyō-ji, Kamakura, préfecture de Kanagawa   | People and horses outside a wall with a gate. Beyond the gate there is a house with people. · A deity with many attendants approaches a house with people. |
| Neige tamisée par des nuages congelés (紙本墨画凍雪篩雲図, shihon bokuga tōunshisetsuzu), | Uragami Gyokudō | | Époque d'Edo, début du XIXe siècle | Rouleau suspendu, encre sur papier, 133,3 × 56,6 cm | Kawabata Memorial Hall (川端康成記念会), Kamakura, préfecture de Kanagawa                                                           | Landscape with mountains and trees. |
| Montagne en été (絹本著色夏景山水図, kenpon chakushoku kakei sansui-zu) | Attribué à Hu Zhifu                                                                                                 | | Dynastie Song du sud, XIIIe siècle | Rouleau suspendu, couleur sur soie, 118,5 × 52,7 cm | Kuon-ji, Minobu, préfecture de Yamanashi                                                                                            | Landscape with a mountain, tree and a person carrying a stick. |
| Daruma (絹本著色達磨図, kenpon chakushoku darumazu) | Inscription de Lanxi Daolong (Rankei Dōryū)                                                                         | | Époque de Kamakura, 1260s | Rouleau suspendu, encre sur papier, 123,3 × 61,2 cm | Kogaku-ji, Kōshū, préfecture de Yamanashi                                                                                           | A seated monk in a red robe. |
| Vidyaraja (絹本著色五大尊像, kenpon chakushoku godai sonzō) | | | Époque de Heian, 10 octobre 1088 (Trilokavijaya), 1er juin 1090 (Kundali)                                                                   | Cinq rouleaux suspendus, couleur sur soie, 140,8 × 88 cm (Yamantaka) et 138 × 88 cm (Acala, Gosanze, Kundali, Ucchusma) | Kiburi-ji (来振寺),Ōno, Gifu, préfecture de Gifu                                                                                    | A deity with many heads and arms surrounded by other smaller figures. |
| Pruniers en fleurs rouges et blancs (紙本金地著色紅白梅図, shihonkinjichakushoku kōhakubaizu) | Ogata Kōrin | | Époque d'Edo, XVIIIe siècle | Une paire de paravents (byōbu) à deux panneaux, encre et couleur sur papier sur fond de feuilles d'or, faisant chacun 156,0 × 172,2 cm | Musée d'art MOA, Atami, préfecture de Shizuoka.                                                                                     | A tree branch with white blossoms and a river. · A tree branch with red blossoms and a river. |
| Rouleaux illustrés du Dit du Genji (紙本著色源氏物語絵巻, shihon chakushoku genji monogatari emaki) ou le rouleau Le Dit du Genji | | | Époque de Heian, début du XIIe siècle | Rouleau portatif (emakimono) avec quinze illustrations et trente-huit pages de texte, couleur sur papier | Musée d'art Tokugawa, Nagoya, préfecture d'Aichi                                                                                    | Women and a man in courtly dress sitting. · People in courtly dress sitting on the floor of a house. |
| Huike offre son bras à Bodhidharma (紙本墨画淡彩慧可断臂図, shihon bokuga tansai eka danpizu) | Sesshū Tōyō | | Époque de Muromachi, 1496 | Rouleau suspendu, encre et légère couleur sur papier, 199,9 × 113,6 cm | Sainen-ji (斉年寺), Tokoname, préfecture d'Aichi                                                                                    | One sitting priest and top half of one standing priest. |
| Fudō Myōō (Acala) (絹本著色不動明王像, kenpon chakushoku fudō myōōzō) (Fudō jaune (黄不動, kifudōson) | | | Époque de Heian | Rouleau suspendu, couleur sur soie, 178,2 × 72,1 cm | Mii-dera, Ōtsu, préfecture de Shiga                                                                                                 | Frontal portrait of a frightening deity dressed only in a skirt-like garment holding a sword in his right hand. |
| Les six destinées (絹本著色六道絵, kenpon chakushoku rokudōe), | | | Époque de Kamakura, XIIIe siècle | Quinze rouleaux portatifs, couleur sur soie, 155,6 × 68,8 cm | Shōju Raigō-ji (聖衆来迎寺), Ōtsu, préfecture de Shiga                                                                              | Figures within a sea of fire. |
| Scène de genre (紙本金地著色風俗図, shihonkinji chakushoku fūzokuzu) ou Hikone Screen (彦根屏風, hikone byōbu) | | Anciennement en possession de la famille Ii | Époque d'Edo, première moitié du XVIIe siècle                                                                                               | Paravent à six panneaux (byōbu), couleur sur papier sur fond de feuilles d'or, 94,5 × 278,8 cm | Musée du château de Hikone, Hikone, préfecture de Shiga                                                                             | People engaged in various activities: playing music, talking. |
| Les cinq Abhisambodhi (紙本墨画五部心観, shihonbokuga gobu shinkan), | Inconnu | Apporté de Chine au Japon par Enchin. | Époque de Heian (rouleau incomplet); fin de la dynastie Tang, IXe siècle (rouleau complet)                                                  | Deux rouleaux portatifs avec des dessins au trait iconographique, l'un complet et l'autre avec une partie de la première moitié manquante, encre sur papier, 30,0 × 1 796 cm | Mii-dera, Ōtsu, préfecture de Shiga                                                                                                 | A seated priest holding an incense burner. · Seated deities and religious symbols. |
| Raigo d'Amida (Amitābha) et vingt-cinq serviteurs (絹本著色阿弥陀二十五菩薩来迎図, kenpon chakushoku nijūgo bosatsu raigōzu) (Rapid Descent) | | | Époque de Kamakura, XIIIe et XIVe siècles                                                                                                   | Rouleau suspendu, couleur sur soie, 145,1 × 154,5 cm | Chion-in, Kyoto | A deity with a large number of attendants descending over mountains towards a house. |
| Vidyaraja (絹本著色五大尊像, kenpon chakushoku godai sonzō) | | | Époque de Kamakura | Cinq rouleaux suspendus, couleur sur soie, 193,9 × 126,2 cm | Daigo-ji, Kyoto | A deity surrounded by fire and two other figures. |
| Vidyaraja (絹本著色五大尊像, kenpon chakushoku godai sonzō) | | | Époque de Heian | Cinq rouleaux suspendus, couleur sur soie, 153,0 × 128,8 cm | Tō-ji, Kyoto | |
| Le paon Myōō (Mayura Vidyaraja) (絹本著色孔雀明王像, kenpon chakushoku kujaku myōōzō) | | | Dynastie Song du nord, XIe siècle | Rouleau suspendu, couleur sur soie, 167,1 × 102,6 cm | Ninna-ji, Kyoto | Frontal view of a deity with six arms seated on a peacock. |
| Amida (Amitābha) va dans la montagne (絹本著色山越阿弥陀図, kenpon chakushoku yamagoeamidazu) | | | Époque de Kamakura, XIIIe siècle | Rouleau suspendu, couleur sur soie, 120,6 × 80,3 cm | Musée national de Kyoto, Kyoto | Deity and six attendants coming over a mountain pass towards the viewer. |
| Descente d'Amitabha de la montagne (絹本著色山越阿弥陀図, kenpon chakushoku yamagoeamidazu), | | | Époque de Kamakura, XIIIe siècle | Rouleau suspendu, couleur sur soie, 138,0 × 118,0 cm | Eikan-dō Zenrin-ji, Kyoto | Deity and attendants coming over a mountain pass towards the viewer. |
| Paravent paysage (絹本著色山水屏風, sansuibyōbu) | | | Début de l'Époque de Kamakura, XIIIe siècle                                                                                                 | Paravent à six panneaux (byōbu), couleur sur soie, 110,8 × 37,5 cm | Jingo-ji, Kyoto | Landscape with buildings and mountains on a six-section paravent |
| Paravent paysage (絹本著色山水屏風, senzuibyōbu) | | Seule peinture de paravent existante de l'époque de Heian. Anciennement à Tō-ji | Époque de Heian, XIe siècle | Paravent à six panneaux (byōbu), couleur sur soie, 146,4 × 42,7 cm | Musée national de Kyoto, Kyoto | Six narrow and tall panels of a landscape with mountains, trees, horsemen and a hut. The painting is slightly faded. |
| Shaka (Shakyamuni) s'élevant du Cercueil d'Or (絹本著色釈迦金棺出現図, kenpon chakushoku shaka kinkan shutsugenzu) | | | Fin de l'époque de Heian, XIe siècle | Rouleau suspendu, couleur sur soie, 160,0 × 229,5 cm | Musée national de Kyoto, Kyoto | The Buddha surrounded by a halo and a large number of priests and other figures. |
| Shaka nyorai (Sakya Tathāgata) (絹本著色釈迦如来像, kenpon chakushoku shaka nyoraizō) ou Shakyamuni rouge (赤釈迦, aka shaka) | | | Fin de l'époque de Heian, XIIe siècle | Rouleau suspendu, couleur sur soie, 159,4 × 85,5 cm | Jingo-ji, Kyoto | Frontal view of a deity seated cross-legged on a pedestal. |
| Paysages d'automne et d'hiver (絹本著色秋景冬景山水図, kenpon chakushoku shūkei tōkei sansuizu) | Attribué à l'empereur Song Huizong                                                                                  | | Dynastie Song du sud, XIIe siècle | Deux rouleaux suspendus, couleur sur soie, 128,2 × 55,2 cm chacun | Konchi-in (金地院), Kyoto | Landscape with a priest on a mountain road. · Landscape with a priest on a mountain road. |
| Bœufs (絹本著色秋野牧牛図, kenpon chakushoku shūyabokugyūzu) | Attribué à Yan Ciping (閻次平, en jihei)                                                                            | | Dynastie Song du sud, fin du XIIe siècle | Rouleau suspendu, couleur sur soie, 97,5 × 50,6 cm | Sen-oku Hakuko Kan, Kyoto | Two boys, an ox and a small ox under a tree. |
| Douze Devas (絹本著色十二天像, kenpon chakushoku jūnitenzō) | | Anciennement en possession de Tō-ji. | Fin de l'époque de Heian, 1127 | Douze rouleaux suspendus, couleur sur soie, 144,0 × 127,0 cm chacun | Musée national de Kyoto, Kyoto | Frontal view of a seated figure with halo flanked by two small figures. |
| Paravent aux douze Devas (絹本著色十二天像, kenpon chakushoku jūnitenzō) | Attribué à Takuma Shōga (宅間勝賀)                                                                                  | | Fin de l'époque de Heian, 1191 | Paire de paravents à six panneaux (byōbu), couleur sur papier, 130,0 × 42,1 cm chacun | Tō-ji, Kyoto | Four deities on four sections of a paravent. Two of them are female and dressed in robes. The other two are male and only sparely dressed. All four have halos with flames. |
| Seize Arhats (絹本著色十六羅漢像, kenpon chakushoku jūroku rakanzō) | | | Dynastie Song du nord, XIIe siècle | Seize rouleaux suspendus, couleur sur soie, 82,1 × 36,4 cm (Pindolabaradvāja) | Seiryō-ji, Kyoto | |
| Portrait de Daitō Kokushi (Shūhō Myōchō) (絹本著色大燈国師像, kenpon chakushoku daitō kokushizō) | | | Époque Nanboku-chō, 1334 | Rouleau suspendu, couleur sur soie, 115,5 × 56,5 cm | Daitoku-ji, Kyoto | Priest seated on a chair holding a stick-like object in his hand. |
| Trois portraits à Jingo-ji (絹本著色神護寺三像, kenpon chakushoku jingoji sanzō) qui seraient ceux de Minamoto no Yoritomo (源賴朝), Taira no Shigemori (平重盛), Fujiwara no Mitsuyoshi (藤原光能), | Attribué à Fujiwara Takanobu                                                                                        | | Époque de Kamakura, XIIIe siècle | Trois rouleaux suspendus, couleur sur soie, 143,0 × 112,8 cm (Yoritomo), 143,0 × 111,2 cm (Shigemori) et 143,0 × 111,6 cm (Mitsuyoshi) | Jingo-ji, Kyoto | Portrait in three-quarter view of a person seated on the floor in courtly attire carrying a stick like object. · Portrait in three-quarter view of a person seated on the floor in courtly attire carrying a stick like object. · Portrait in three-quarter view of a person seated on the floor in courtly attire carrying a stick like object. |
| Fudō Myōō (Acala) (絹本著色不動明王像, kenpon chakushoku fudō myōōzō) (Fudō jaune (黄不動, kifudōson) | | | Époque de Heian, XIIe siècle | Rouleau suspendu, couleur sur soie, 168,2 × 80,3 cm | Manshu-in, Kyoto | Frontal portrait of a frightening deity dressed only in a skirt-like garment holding a sword in his right hand. |
| Fudō Myōō (Acala) et deux serviteurs (絹本著色不動明王二童子像, kenpon chakushoku fudō myōō nidōjizō) (Fudō bleu (青不動, aofudōson) | | | Époque de Heian, milieu du XIe siècle | Rouleau suspendu, couleur sur soie, 203,3 × 148,5 cm | Shōren-in, Kyoto | A deity with blue skin color seated on a pedestal and surrounded by flames. Two smaller figures are standing in the lower left and right corners. |
| Fugen Enmei (Samantabhadra) (絹本著色普賢延命像, kenpon chakushoku fugen enmeizō) | | | Époque de Heian, XIIe siècle | Rouleau suspendu, couleur sur soie, 139,4 × 67,0 cm | Matsunoo-dera (松尾寺), Maizuru, préfecture de Kyoto                                                                                | Frontal view of a deity seated on a three-headed white elephant. |
| Butsugen Butsumo (絹本著色仏眼仏母像, kenpon chakushoku butsugen butsumozō), | | | Début de l'époque de Kamakura, fin du XIIe siècle                                                                                           | Rouleau suspendu, couleur sur soie, 193,1 × 128,8 cm | Kōzan-ji, Kyoto | Frontal view of a deity seated on a pedestal. |
| Monju traverse la mer (絹本著色文殊渡海図, kenpon chakushoku monju tokaizu) | | | Époque de Kamakura | Rouleau suspendu, couleur sur soie, 143,0 × 106,4 cm | Daigo-ji, Kyoto | A deity seated cross-legged on a pedestal located on top of a lion-shaped animal surrounded by other figures in priest and warrior robes. The whole group rests on clouds over water. |
| Portrait de Bujun Shiban (絹本著色無準師範像, kenpon chakushoku Bujun Shibanzō), | Inconnu | Bujun Shiban (1177–1249) (autre lecture : Mujun Shihan, ch: Wuqun Shifan) est un prêtre Chinois zen. | Dynastie Song du sud, 1238 | Rouleau suspendu, couleur sur soie, 124,8 × 55,2 cm | Tōfuku-ji, Kyoto | Portrait of a priest sitting on a chair and holding a stick-like object. His shoes are placed on a small pedestal in front of him. |
| Le moine Myōe (絹本著色明恵上人像, kenpon chakushoku Myōe Shōninzō), | | | Époque de Kamakura, XIIIe siècle | Rouleau suspendu, couleur sur soie, 145,0 × 59,0 cm | Kōzan-ji, Kyoto | A priest seated on a branch of a pine tree in a pine tree forest. |
| Mandala des deux royaumes (絹本著色両界曼荼羅図, kenpon chakushoku ryōkaimandarazu) ou Den shingon-in mandala (伝真言院曼荼羅) | | | Époque de Heian, IXe siècle | Deux rouleaux suspendus (mandalas), couleur sur soie, 185,1 × 164,3 cm (Garbhadhātu) and 187,1 × 164,3 cm (Vajradhātu) | Tō-ji, Kyoto | 3x3 squares with depictions of deities. The center square in the top has one large deity. Those to either side in the top row have each about 10 deities of intermediate size. The remaining six squares have a large number of small deities arranged in geometric fashion. · Geometric arrangement of a large number of deities. |
| Portraits des Sept patriarches Shingon (絹本著色真言七祖像, kenpon chakushoku shingon shichisozō) | Inscriptions attribuées à Kūkai et peut-être à l'empereur Saga                                                      | Cinq portraits sont rapportés par Kūkai de son voyage dans la Chine des Tang en 805. Deux portraits (de Ryūmō (竜猛) et Ryūchi (竜智)) sont ajoutés plus tard, en 821, au Japon. | Dynastie Tang et époque de Heian | Sept rouleaux suspendus, couleur sur soie | Tō-ji, Kyoto | A priest seated on a pedestal in three-quarter view. |
| Kariteimo (絹本著色訶梨帝母像, kenpon chakushoku kariteimozō) | | | Époque de Kamakura | Rouleau suspendu, couleur sur soie, 124,3 × 77,9 cm | Daigo-ji, Kyoto | A female deity. |
| Enmaten (絹本著色閻魔天像, kenpon chakushoku enmatenzō) | | | Époque de Kamakura, XIIe siècle | Rouleau suspendu, couleur sur soie, 129,1 × 65,4 cm | Daigo-ji, Kyoto | A female deity. |
| Paysage (絹本墨画山水図, kenpon bokuga sansuizu) | Ri Tō (李唐) (Li Tang)                                                                                              | | Dynastie Song du sud | Deux rouleaux suspendus, encre sur soie, 98,1 × 43,4 cm | Kōtō-in, Kyoto | |
| Guanyin, singes et grue (絹本墨画淡彩観音猿鶴図, kenpon bokuga tansai kannon enkakuzu), | Muqi Fachang | | Dynastie Song du sud, XIIIe siècle | Trois rouleaux suspendus, encre et légère couleur sur soie, 172,4 × 98,8 cm (Kannon), 173,9 × 98,8 cm (singe et grue, chacun) | Daitoku-ji, Kyoto | Triptych with a crane on the left, a cross-legged seated deity in the middle and a pair of monkeys on a tree branch on the right. |
| Peintures dans une pagode à cinq étages (五重塔初重壁画, gojūnotō shojūhekiga) | | Les peintures couvrent toutes les surfaces intérieures du premier étage de la pagode. Environ la moitié des peintures originales demeure. Elles sont situées sur les piliers, volets, portes, boiserie et ainsi de suite. Les motifs comprennent des divinités du mandala des deux royaumes et les portraits de sept des huit patriarches Shingon (Zenmui (善無畏) manque).                                                             | Époque de Heian, 951 | Peintures, dix-huit panneaux, encre, couleur et or sur bois | Premier étage de la pagode à cinq niveaux de Daigo-ji, Kyoto                                                                        | Frontal view of a cross-legged seated deity. |
| Pin et plantes en fleurs (紙本金地著色松に草花図, shihon kinji chakushoku matsu ni kusabanazu) | Hasegawa Tōhaku | | Époque Azuchi Momoyama | Une paire de paravents (byōbu) à deux panneaux, encre et couleur sur papier sur fond de feuilles d'or, faisant chacun 226,2 × 165,7 cm | Chishaku-in (智積院), Kyoto | |
| Images sur cloisons de séparation des pièces : (a) Pin et plantes en fleurs (松に草花図, matsu ni kusabanazu), (b) Cerisier et érable (桜楓図), (c) Pin et prunier (松に梅図, matsu ni ume zu), (d) Pin, aibika et chrysanthème (松に黄蜀葵及菊図) | Attribué à Hasegawa Tōhaku et son fils                                                                              | Peintures murales et portes coulissantes de la grande salle de dessin (大書院, daishoin) de Chishaku-in (智積院). (a) quatre peintures en alcôve et deux peintures murales, (b) neuf peintures murales et deux peintures sur fusuma, (c) quatre peintures sur fusuma, (d) quatre peintures en alcôve. | Époque Azuchi Momoyama | Peintures, encre et couleur sur papier sur fond de feuille d'or | Chishaku-in (智積院), Kyoto | Part of a tree with leaves, red blossoms and white blossoms. |
| Dieu du vent et dieu du tonnerre (紙本金地著色風神雷神図, shihon kinji chakushoku fūjin raijinzu) | Tawaraya Sōtatsu | Reproduites dans leurs œuvres par Sakai Hōitsu et Ogata Kōrin. | Époque d'Edo, XVIIe siècle | Une paire de paravents (byōbu) à deux panneaux, encre et couleur sur papier sur fond de feuilles d'or, faisant chacun 169,8 × 154,5 cm | Kennin-ji, Kyoto | Two deities in the top left and right corners wearing a skirt-like garment. The one on the left has a white skin color, the one on the right is green. |
| Portrait de l'empereur Hanazono (紙本著色花園天皇像, shihon chakushoku Hanazono tennōzō) | Gōshin (豪信) | | Époque Nanboku-chō, 1338 | Rouleau suspendu, couleur sur papier, 31,2 × 97,3 cm | Chōfuku-ji, Kyoto | Three-quarter view of a seated man in a wide robe holding a stick like object. On the left there are three lines of text in Chinese script. |
| Rouleaux enluminés des fondateurs de la secte Kegon (紙本著色華厳宗祖師絵伝, shihon chakushoku Kegonshū soshi eden) ou 華厳縁起 (Kegon engi), | | | Époque de Kamakura, XIIIe siècle | Six rouleaux portatifs (emakimono), couleur sur papier, largeur 31,5 cm chacun, longueur des vol. 1/2/3/4/5/6: 1583.0/1219.0/154.5/1420.0/1531.0/865.0 cm | Kōzan-ji, Kyoto | A sailing boat with people and a dragon in the sea. |
| Rouleau des êtres affamés (紙本著色餓鬼草紙, shihon chakushoku gakisōshi), | | | Époque de Heian, fin du XIIe siècle | Rouleau portatif (emakimono), couleur sur papier, 26,8 × 538,4 cm | Musée national de Kyoto, Kyoto | People pouring water on a funerary marker surrounded by ghosts. |
| Sūtra illustré des Causes et des Effets (紙本著色絵因果経, shihon chakushoku eingakyō), | | | Époque de Nara, VIIIe siècle | Rouleau portatif (emakimono), couleur sur papier, 26,4 × 1 036,4 cm | Jōban Rendai-ji (上品蓮台寺), Kyoto                                                                                                 | Three seated people shooting bows from a roofed platform and five bystanders. The lower half is covered with Chinese text. |
| Sūtra illustré des Causes et des Effets (紙本著色絵因果経, shihon chakushoku eingakyō) | | | Époque de Nara, VIIIe siècle | Rouleau portatif (emakimono), couleur sur papier, 26,4 × 1 536,4 cm | Hōon-in, Daigo-ji, Kyoto | |
| Rouleau des maladies (紙本著色病草紙, shihon chakushoku yamai no sōshi), | | | Fin de l'époque de Heian, XIIe siècle | Rouleau portatif (Emakimono) coupe en dix parties, couleur sur papier, (25.9–26.0) cm × (25.3–49.3)cm | Musée national de Kyoto, Kyoto | A man suffering from diarrhea squatting with a woman watching his back. |
| Biographie illustrée du révérend Hōnen (紙本著色法然上人絵伝) | | | Époque de Kamakura, XIVe siècle | Rouleau portatif (emakimono), biographies illustrées de prêtres renommés (高僧伝絵, kousōdene), 48 volumes, couleur sur papier, ca. 33,0 × 1 100 cm | Chion-in, Kyoto | People inside and outside of a house. · People seated on the floor of a house with paravents and a garden in the back. |
| Kitano Tenjin engi emaki (紙本著色北野天神縁起, shihon chakushoku kitano tenjin engi) | | Biographie et catalogue des miracles accomplis par Sugawara no Michizane, le fondateur de Kitano Tenman-gū. | Époque de Kamakura, 1219 | Huit grands rouleaux portatifs (emakimono), couleur sur papier, 52,2 cm × (842–1211) cm | Kitano Tenman-gū, Kyoto | Two paintings, upper shows people inside a house and in the garden in front of the house. The lower shows people inside a house and a deity surrounded by blue smoke. |
| Paysage : Keiin shōchiku (紙本墨画渓陰小築図, shihon bokuga keiin shōchikuzu) ou « Chalet près d'un ruisseau de montagne », | Attribué à Kichizan Minchō (吉山明兆, Kitsusan Minchō) avec des inscriptions de Taihaku Shingen et d'autres prêtres | | Époque de Muromachi, 1413 | Rouleau suspendu, encre sur papier, 101,5 × 34,5 cm | Konchi-in (金地院), Kyoto | Landscape with mountains, a stream, trees and a hut. |
| Portrait de Shinran Shōnin (紙本墨画親鸞聖人像, shihon bokuga Shinran Shōninzō) ou portrait miroir | | Portrait debout du fondateur de l'école Jodo Shinshu du bouddhisme de la Terre pure. | Époque de Kamakura, peut-être durant la dernière année de la vie de Shinran                                                                 | Rouleau suspendu, encre sur papier, 35,2 × 33 cm (seulement peinture -pas de texte-) | Nishi-Hongan-ji, Kyoto | |
| Vue de Amanohashidate (紙本墨画淡彩天橋立図, shihon bokuga tansai ama no hashidatezu) | Sesshū Tōyō | Vue aérienne d'Amanohashidate. | Époque de Muromachi, 1501–1506 | Rouleau suspendu, encre et couleur légère sur papier, 90,0 × 178,2 cm | Musée national de Kyoto, Kyoto | Coastal landscape with mountains, buildings and a very narrow strip of land which is covered by trees. |
| Pêche au poisson-chat avec un gourdin (紙本墨画淡彩瓢鮎図, shihon bokuga tansai hyōnenzu) | Josetsu | Commandée par le shogun Ashikaga Yoshimochi. En haut du rouleau se trouve une inscription par Gyokuen Bunpō (玉畹梵芳) et trente autres prêtres. | Époque de Muromachi, 1413 | Rouleau suspendu, encre et légère couleur sur papier, 111,5 × 75,8 cm | Taizō-in (Myōshin-ji), Kyoto | A man holding a gourd next to a river with a fish. |
| Caricatures d'animaux (紙本墨画鳥獣人物戯画, shihon bokuga chōjū-jinbutsu-giga) ou rouleaux d'animaux gambadants (鳥獣戯画, chōjū-giga) | Peut-être Toba Sōjō                                                                                                 | Considérée comme la plus ancienne œuvre manga. | Époque de Heian et Époque de Kamakura, milieu du XIIe siècle (premier et deuxième rouleaux), XIIIe siècle (troisième et quatrième rouleaux) | Quatre rouleaux portatifs (emakimono), encre sur papier, jusqu'à 30 × 1 100 cm | Musée national de Kyoto et Musée national de Tokyo, conservé à Kōzan-ji, Kyoto                                                      | Four frogs and a rabbit in human shape frolicking. |
| Sauvagine dans l'étang à lotus (紙本墨画蓮池水禽図, shihon bokuga renchi suikinzu) | Tawaraya Sōtatsu | | Époque d'Edo, début du XVIIe siècle | Rouleau suspendu, encre sur papier, 116,0 × 50,0 cm | Musée national de Kyoto, Kyoto | Two birds swimming in a pond with lotus flowers. |
| Mandala des deux royaumes (紫綾金銀泥絵両界曼荼羅図, murasaki aya kingindei ryōkaimandarazu) ou Takao mandala (高雄曼荼羅) | | Plus ancien exemple de Mandala des Deux Mondes au Japon, serait une copie fidèle des mandalas rapportés du Japon par Kūkai | Époque de Heian, 829–833 | Deux rouleaux suspendus (mandalas), or et argent sur damas pourpre bleuâtre sombre, 411,0 × 366,5 cm Mandala (Kongōkai), 446,4 × 406,3 cm mandala (Taizōkai) | Jingo-ji, Kyoto | |
| Sūtra Konkōmyōkyō (白描絵料紙墨書金光明経, hakubyōeryōshi bokusho konkōmyōkyō) vol. 3 | | Rouleau de sūtra décoré d'une ligne sous les dessins indiquant peut-être le Genji monogatari ou « séparation à l'aube » (Ariake no wakare). Avec le sūtra Rishukyō (Trésor national) cette œuvre fait partie du sūtra Konkōmyōkyō en quatre volumes. Il n'existe plus que des fragments des volumes deux et quatre. | Époque de Kamakura, 1192 | Rouleau portatif, couleur sur papier, hakubyō-style (白描), 25,0 × 827,0 cm | Musée national de Kyoto, Kyoto | Text in Chinese script on lined paper with underlying drawings. |
| Peintures sur des cloisons de séparation des salles des quartiers de l'abbé (hōjō) (方丈障壁画, hōjō shōhekiga): (a) oiseaux et fleurs des quatre saisons (紙本墨画花鳥図, shihon bokuga kachōzu), (b) Quatre accomplissement de quatre passe-temps élégants : Musique, Go, Calligraphie et Peinture (紙本墨画淡彩琴棋書画図, shihon bokuga tansai kinki shogazu), (c) Huit vues de Xiaoxiang (紙本墨画瀟湘八景図, shihon bokuga shōshō hakkeizu), (d) 紙本墨画竹虎遊猿図 (shihon bokuga chikko yūenzu) | Kanō Eitoku et son père Kanō Shōei (狩野松栄)                                                                       | | Époque de Muromachi, XVIe siècle | Trente-huit peintures sur fusuma et panneaux des quartiers de l'abbé (方丈, hōjō) à Jukō-in, sous-temple du Daitoku-ji. (a) seize panneauxsur fusuma dans la salle des rituels (室中), encre sur papier (b) huit panneaux sur fusuma dans la deuxième chambre supérieure (上二之間), encre et légère couleur sur papier (c) huit panneaux de fusuma dans la deuxième chambre inférieure (下二之間), encre sur papier (d) deux panneaux sur mur, quatre panneaux sur fusuma dans la première chambre supérieure (上一之間), encre sur papier | Jukō-in (Daitoku-ji), Kyoto | A stream with floating birds next to a flowering tree. |
| Peintures dans le bâtiment du Phénix (鳳凰堂中堂壁扉画, hōō-dō chū-dō hekihiga): (a) Les neuf niveaux possibles de naissance au paradis d'Amida (九品来迎図, kubon raigōzu), (b) (日想観図), (c) peinture murale (本尊後壁画, honzonkō hekiga) | | | Époque de Heian, 1053 | Quatorze peintures, couleur sur bois : (a) huit anciennes peintures sur porte et trois peintures murales, (b) deux peintures sur porte, (c) une peinture sur le mur derrière la principale image de Bouddha | Salle Phoenix (Byōdō-in), Uji, Kyoto                                                                                                | Frontal view of a deity. · Landscape with hills, trees and horses. |
| Réception Divinement inspirée des Deux Grands Sutras (絹本著色両部大経感得図, kenpon chakushoku ryōbutai kyōkantokuzu): (a) 善無畏 (zenmui), (b) 龍猛 (ryūmyō), | Attribué à Fujiwara no Munehiro (藤原宗弘)                                                                          | | Époque de Heian, 1136 | Deux rouleaux suspendus, couleur sur soie, 177,8 × 141,8 cm | Musée d'art Fujita, Osaka | A small pagoda with a monk at the entrance in a landscape. · A five-storied pagoda in a landscape with hills and trees. Three people are sitting close to the pagoda on the ground. |
| Biographie illustrée de Xuanzang (紙本著色玄奘三蔵絵, shihon chakushoku Genjō Sanzōe) | Fujiwara Takaaki | | Époque de Kamakura, XIVe siècle | Douze rouleaux portatifs (emakimono), couleur sur papier, 40,3 cm × (1200–1920);cm (15.9 in × (472.4–755.9)in) | Musée d'art Fujita, Osaka | Horses laden with packages being led towards a gate. Their path is lined with monks. |
| Portrait de l'empereur Go-Toba (紙本著色後鳥羽天皇像, shihon chakushoku Go-Toba-tennōzō) | Attribué à Fujiwara Nobuzane                                                                                        | | Époque de Kamakura, 1221 | Rouleau suspendu, couleur sur papier, 40,3 × 30,6 cm | Sanctuaire Minase, Shimamoto, Osaka                                                                                                 | Portrait of a man in courtly dress seated on the floor in three-quarter view. |
| Rouleaux enluminés du journal intime de Murasaki Shikibu (紙本著色紫式部日記絵詞, shihon chakushoku Murasaki Shikibu nikki ekotoba) | Inconnu | | Époque de Kamakura, XIIIe siècle | Rouleau portatif (emakimono), couleur sur papier, 21,0 × 434,0 cm | Musée d'art Fujita, Osaka | Parts of two carts, two people, a cow and a gate. |
| Album en forme d'éventail en papier du sutra Hokekyō (紙本著色扇面法華経冊子, shihon chakushoku senmenhokekyōsasshi) | | | Époque de Heian, XIIe siècle | Éventail en papier en forme de livre pliable, 98 pages, couleur sur papier, hauteur : 25,6 cm (10,1 cm), largeur : 49,4 cm (19,4 cm) ou 19,0 cm (7,5 cm) (le long de l'arc supérieur / inférieur) | Shitennō-ji, Osaka | Fan shaped paper with text in Chinese script over a painting of a man, a woman and plants. |
| Nouvelle Lune au-dessus de la porte des broussailles (紙本墨画柴門新月図, shihon bokuga saimon shingetsuzu) | | Au sommet du rouleau se trouve un recueil de poésie et de prose par dix-huit prêtres zen. | Époque de Muromachi, 1405 | Rouleau suspendu, encre sur papier, 129,2 × 31 cm | Musée d'art Fujita, Osaka | Three people approaching a gate in a landscape with trees and a moon. |
| Prince Shōtoku en compagnie d'éminents prêtres Tendai (絹本著色聖徳太子,天台高僧像, kenpon chakushoku Shotoku Taishi, Tendai Kōsōzō) | | | Époque de Heian | Dix rouleaux suspendus, couleur sur soie | Ichijō-ji, Kasai, préfecture de Hyōgo                                                                                               | Portrait of a monk in three-quarter view seated cross-legged on a chair. His hands rest, palms up, on his lap in meditating pose. |
| Myriade de maisons un soir de neige (紙本墨画淡彩夜色楼台図, shihonbokuga tansai yashoku rōdaizu), | Yosa Buson | | Époque d'Edo, vers 1778 | Rouleau suspendu, encre et légère couleur sur papier, 27,9 × 130,0 cm | Collection privée (武藤治太 (Mutō Haruta)), Kobe, préfecture de Hyōgo                                                               | Landscape with bright mountains, houses and a dark sky. There is an inscription and red stamp marks on the very right of the scroll. |
| Triade Amida avec jeune serviteur (絹本著色阿弥陀三尊及童子像, kenpon chakushoku amida sanson oyobi dōjizō) | | | Époque de Kamakura, XIIe et XIIIe siècles                                                                                                   | Trois rouleaux suspendus, couleur sur soie, 186,0 × 146,3 cm (Amida), 182,3 × 173,2 cm (Kannon et Seishi), 182,5 × 55,2 cm (jeune serviteur) | Hokke-ji, Nara, préfecture de Nara                                                                                                  | Two seated deities and a canopy. Petals are raining from the sky. · Frontal view of a cross-legged deity. · Figure carrying a flag on a pole. Petals are raining from the sky. |
| Bœuf et bergers (絹本著色帰牧図, kenpon chakushoku kibokuzu) ou À dos de bœuf (騎牛, kigyū) | Ri Teki (李迪) | | Dynastie Song du sud, seconde moitié du XIIe siècle                                                                                         | Rouleau suspendu, couleur sur soie, 24,2 × 23,8 cm | Yamato Bunkakan, Nara, préfecture de Nara                                                                                           | A boy riding an ox and a tree. |
| Kusha mandala (絹本著色倶舎曼荼羅図, kenpon chakushoku kusha mandarazu) | | | Époque de Heian, XIIe siècle | Rouleau suspendu, couleur sur soie, 164,5 × 177,0 cm | Tōdai-ji, Nara, préfecture de Nara                                                                                                  | A deity seated on a pedestal surrounded by five robed standing figures. |
| Portrait du prêtre Jion Daishi (Kuiji) (絹本著色慈恩大師像, kenpon chakushoku jion daishizō), | | | Époque de Heian, XIe siècle | Rouleau suspendu, couleur sur soie, 161,2 × 129,2 cm | Yakushi-ji, Nara, préfecture de Nara                                                                                                | Priest seated cross-legged on a pedestal. |
| Guanyin (絹本著色十一面観音像, kenpon chakushoku jūichimen kannonzō), | | Transmis au temple Hokki-ji | Époque de Heian, XIIe siècle | Rouleau suspendu, couleur sur soie, 168,8 × 89,6 cm | Musée national de Nara, Nara, préfecture de Nara                                                                                    | Deity embellished with ornaments seated on a pedestal. |
| Douze déités (devas) (絹本著色十二天像, kenpon chakushoku jūnitenzō) | | | Époque de Heian | Douze rouleaux suspendus, couleur sur soie, 160,0 × 134,5 cm | Saidai-ji, Nara, préfecture de Nara                                                                                                 | A deity. |
| Fresques dans le Kofun de Takamatsuzuka (高松塚古墳壁画, takamatsuzuka kofun hekiga) | | | Époque de Nara | Quatre fresques, couleur | Kofun de Takamatsuzuka, Asuka, préfecture de Nara                                                                                   | Faded figures in a procession. |
| Mandala des deux royaumes (紺綾地金銀泥絵両界曼荼羅図, konayajikingindeie ryōkaimandarazu) ou Kojima mandala (子島曼荼羅, Kojima mandara), | | Aussi connu sous les noms 飛曼荼羅 (tobi mandara) ou 飛行曼荼羅 (hikō mandara) et d'abord conservé à Kojimadera (子嶋寺), Takatori, Nara. Selon la tradition, Shink (真興), qui a restauré Kojimadera, reçoit les mandalas de l'empereur Ichijō durant l'ère Chōhō (999–1004). | Époque de Heian, début du XIe siècle | Deux rouleaux suspendus, peinture d'or et d'argent sur soie de couleur bleu profond, 349,1 × 307,9 cm mandala (Taizōkai et mandala 351,3 × 297,0 cm (Kongōkai) | Musée national de Nara, Nara, préfecture de Nara                                                                                    | A large number of golden deities arranged in regular fashion on a dark-blue background. The deity in the center is surrounded by eight deities arranged like petals. These nine deities in flower-shape are surrounded by a square. · 3 times 3 squares decorated with deities in frontal view in various ways. The top center square contains a large deity. The top right square contains a pattern of 3 times 3 deities. The top left square contains a central deity surrounded by a square around which four large and four small deities are arranged in circular fashion. The remaining six squares are virtually identical and contain a large number of deities arranged around a central square with 3 times 3 deities. |
| 紙本金地著色風俗図 (shihonkinji chakushoku fūzokuzu) ou paravent Matsuura (松浦屏風, matsuura byōbu), | | | Époque d'Edo, c. 1650 | Paire de paravents à six panneaux (byōbu), couleur sur papier sur fond de feuille en or, 155,6 × 361,6 cm | Yamato Bunkakan, Nara, préfecture de Nara                                                                                           | Seven women and a girl dressed in kimonos. Two women are playing cards, one is cleaning her teeth while holding a mirror, another is holding a twig, one is writing. Two women are engaged with the girl. · Nine women and a girl dressed in kimonos. One woman is reading a sheet of paper, another is playing a shamisen. One woman is doing the hair of another woman. |
| Histoires illustrées du pèlerinage de Sudhanakumâra auprès des cinquante-quatre déités et saints (紙本著色華厳五十五所絵巻, shihon chakushoku kegon gojūgosho emaki) | | | Époque de Heian, XIIe siècle | Rouleau portatif (emakimono), couleur sur papier, 29,8 × 1 287,0 cm | Tōdai-ji, Nara, préfecture de Nara                                                                                                  | People sitting in raised pavilions and other figures. |
| Rouleaux des légendes du mont Shigi (紙本著色信貴山縁起, shigisan engi) | | | Époque de Heian, début du XIIe siècle | Trois rouleaux portatifs (emakimono), couleur sur papier, 31,5 × 827 cm, 31,25 × 1 270,3 cm (exorcisme de l'empereur), 31,5 × 1 416 cm (histoire de la nonne) | Chōgosonshi-ji (朝護孫子寺), Heguri, préfecture de Nara                                                                             | People running along the coast looking at a golden bowl floating on the water. |
| Roman enluminé de Nezame (紙本著色寝覚物語絵巻, shihon chakushoku Nezame monogatari emaki) | | | Époque de Heian, début du XIIe siècle | Rouleau portatif (emakimono), couleur sur papier, 26 × 533 cm | Yamato Bunkakan, Nara, préfecture de Nara                                                                                           | A house, trees with white blossoms and people. · Part of a house and garden. |
| Rouleaux des enfers (紙本著色地獄草紙, shihon chakushoku jigoku sōshi) | | | Époque de Kamakura, XIIe siècle | Rouleau portatif (emakimono), couleur sur papier, 26,5 × 454,7 cm | Musée national de Nara, Nara, préfecture de Nara                                                                                    | Three naked persons burning books. A larger yellow monster with a third eye on the forehead is sitting close by. |
| Peintures pour chasser les démons (紙本著色辟邪絵, shihon chakushoku hekijae) | | | Époque de Heian, XIIe siècle | Cinq rouleaux suspendus, couleur sur papier, 25.8–26.cm × 39.2–77 cm | Musée national de Nara, Nara, préfecture de Nara                                                                                    | A deity embellished with ornaments and four arms grabbing three much smaller persons in three of his hands and the lower body part of another in his fourth hand. To the right of the scene there is Japanese calligraphic text. |
| Paysage (紙本墨画淡彩山水図, shihon bokuga tansai sansuizu) ou Teinte de l'eau, lumière sur les sommets (水色巒光図, suishoku rankōzu), | Attribué à Tenshō Shūbun, inscriptions par Kosei Ryuha, Shinchi Mintoku et Shinden Seiha                            | | Époque de Muromachi, 1445 | Rouleau suspendu, encre et légère couleur sur papier, 108 × 32,7 cm | Musée national de Nara, Nara, préfecture de Nara                                                                                    | A gate in a landscape with trees and mountains. |
| Mandala Teishakuten (板絵著色伝帝釈天曼荼羅図（金堂来迎壁）, itae chakushoku den Taishaku-ten mandara zu (kondō raikō kabe)) | | Actuellement situé au milieu de trois baies sur le mur derrière le principal objet de vénération dans le kondō (hall principal) du temple, mais n'a peut-être pas toujours été disposé à cet emplacement. Comme le temple était auparavant un temple shinto / bouddhiste associé au dieu dragon, il est possible que cette peinture ait été initialement conçue comme un mandala de dragon dieu, ou un mandala de prière pour la pluie. | Époque de Heian, IXe siècle | Peinture murale, couleurs sur bois | Murō-ji, Uda, préfecture de Nara | |
| Portrait de Kichijōten (麻布著色吉祥天像, asanuno chakushoku kichijōten zō) | | | Époque de Nara | Couleurs sur chanvre, 53 × 31,7 cm | Yakushi-ji, Nara, préfecture de Nara                                                                                                | Portrait of a female deity dressed in a robe. |
| Trinité bouddhiste Amida (絹本著色阿弥陀三尊像, kenpon chakushoku amida sansonzō) | | | Époque de Kamakura | Rouleau suspendu, couleurs sur soie, 154,0 × 135,0 cm | Reihōkan, mont Kōya, préfecture de Wakayama                                                                                         | Frontal view of a deity seated on a pedestal framed by two seated attendants. |
| La venue d'Amida Buddha et des saints de la Terre Pure (絹本著色阿弥陀聖衆来迎図, kenpon chakushoku amida shōju raikō zu) | | Représente Amida qui accueille les esprits des morts pour les accompagner dans la Terre Pure, entourée de saints Bouddhistes qui jouent des instruments de musique. | Époques Heian - Kamakura | Trois rouleaux suspendus, couleurs sur soie, triptyque | Reihōkan, mont Kōya, préfecture de Wakayama                                                                                         | A deity in frontal view surrounded by attendants floating on clouds. |
| Portrait du moine bouddhiste Gonsō (絹本著色勤操僧正像, kenpon chakushoku gonsō sōshō zō) | | L'inscription sur le dessus parle d'une sculpture en bois de Gonsō créé après sa mort par ses disciples priant pour la bonheur dans l'autre monde et louant l'enseignement et la vertu de Gonsō. | Époque de Heian, XIIe siècle | Rouleau suspendu, couleurs sur soie, 166,4 × 136,4 cm | Fūmon-in (普門院) (conservé à Reihōkan), mont Kōya, préfecture de Wakayama                                                          | |
| Cinq grands Bodhisattvas de la force (絹本著色五大力菩薩像, kenpon chakushoku godairiki bosatsuzō) | | À l'origine cinq rouleaux dont deux sont détruits dans un incendie en 1888. Reste 金剛吼 (Kongōku), 龍王吼 (Ryūōku) et 無畏十力吼 (Muijūrikiku). | Époque de Heian | Trois rouleaux suspendus, couleur sur soie, 322,8 × 179,5 cm (Kongōku), 237,6 × 179,5 cm (Ryūōku), 179,5 × 179,5 cm (Muijūrikiku) | 有志八幡講十八箇院 (Yūshi Hachimankō Jūhakkain), mont Kōya, préfecture de Wakayama                                                  | Frontal view of a fierce looking black deity surrounded by flames. |
| Dragon roi Zennyo (絹本著色善女竜王像, kenpon chakushoku zennyo ryūōzō) | Jōchi (定智) | | Époque de Heian, 1145 | Rouleau suspendu, couleur sur soie, 163,6 × 111,2 cm | Kongōbu-ji, mont Kōya, préfecture de Wakayama                                                                                       | A deity in three-quarter view dressed in a robe. |
| 絹本著色伝船中湧現観音像 (kenpon chakushoku den senchū yūgen kannonzō) | | | Époque de Heian | Rouleau suspendu, couleur sur soie | Ryūkōin (龍光院), mont Kōya, préfecture de Wakayama                                                                                 | A deity in three-quarter view dressed in a robe. |
| Nirvana de Bouddha (絹本著色仏涅槃図, kenpon chakushoku butsunehanzu) | | | Époque de Heian, 1086 | Rouleau suspendu, couleur sur soie, 267,6 × 271,2 cm | Kongōbu-ji, mont Kōya, préfecture de Wakayama                                                                                       | Buddha lying on a platform surrounded by mourners. |
| 紙本著色山水人物図 (shihon chakushoku sansui jinbutsuzu) | Ike no Taiga | | Époque d'Edo, XVIIIe siècle | Dix peintures sur fusuma, couleur sur papier | Kongōbu-ji, mont Kōya, préfecture de Wakayama                                                                                       | A pavilion with two people in a landscape |
| Les origines légendaires de Kokawadera (紙本著色粉河寺縁起, shihon chakushoku Kokawadera engi) | | | Début de l'époque de Kamakura, XIIe siècle                                                                                                  | Rouleau portatif (emakimono), couleur sur papier, 30,8 × 1 984,2 cm | Kokawadera (粉河寺), Kinokawa, préfecture de Wakayama                                                                               | A horse and a man sititng under a tree with people carrying items over a bridge towards a gate at which more people are seated. · House with people and two horses. |
| Fugen Bosatsu (Samantabhadra) (絹本著色普賢菩薩像, kenpon chakushoku fugen bosatsuzō) | | | Époque de Heian, XIIe siècle | Rouleau suspendu, couleur sur soie, 102,4 × 52,1 cm | Bujō-ji (豊乗寺), Chizu, Tottori, préfecture de Tottori                                                                             | Side view of a deity seated on a pedestal on top of a white elephant. |
| 絹本著色宮女図 (Kenpon chakushoku kyūjozu) ou 伝桓野王図 (denkanyaōzu), | | | Dynastie Yuan, XIVe siècle | Rouleau suspendu, couleur sur soie, 86,1 × 29,9 cm | Collection privée (Ōhara Kenichirō (大原謙一郎)), Kurashiki, préfecture d'Okayama                                                   | Portrait of a woman in disguise of a man wearing a red round-necked robe of the nobility and a cap of black gauze. A yokobue transverse flute is tucked in her obi and she is watching the fingers of both of her hands. |
| Paysage (紙本墨画淡彩山水図, shihon bokuga tansai sansuizu) | Sesshū Tōyō | | Époque de Muromachi | Rouleau suspendu, encre et légère couleur sur papier | Collection privée (Ōhara Kenichirō (大原謙一郎)), Kurashiki, préfecture d'Okayama                                                   | |
| Fugen Enmei (Samantabhadra) (絹本著色普賢延命像, kenpon chakushoku fugen enmeizō) | | | Époque de Heian, 1153 | Rouleau suspendu, couleur sur soie, 149,3 × 86,6 cm | Jikō-ji (持光寺), Onomichi, préfecture de Hiroshima                                                                                 | Deity with many arms seated on a pedestal on top of four white elephants. |
| 平家納経 (Heike nōkyō) | Taira no Kiyomori et trente-deux membres du clan Taira                                                              | Trente rouleaux du Sūtra du Lotus, un rouleau du Sūtra Amitābha, un rouleau du Sūtra du Cœur et un rouleau de prières de la main de Taira no Kiyomori dédié au sanctuaire Itsukushima-jinja. | Époque de Heian, 1164 | Trente-trois rouleaux portatifs de sūtra avec illustrations, encre sur papier décoré, 25,4 × 537,9 cm (Hōben-bon), 27,2 × 767,4 cm (Hiyu-bon), 24,9 × 270,7 cm (Hōshi-bon), 26,5 × 266,8 cm (Juryō-bon) | Itsukushima-jinja, Hatsukaichi, préfecture de Hiroshima                                                                             | Priest praying in front of a woman et another priest praying facing the window. All three are in a house. A fourth person praying is under a pergola in the landscape or garden outside of the house. |
| Paysages des quatre saisons (紙本墨画淡彩四季山水図, shihon bokuga tansai) | Sesshū Tōyō | | Époque Muromachi, 1486 | Rouleau portatif, encre et légère couleur sur papier, 37,0 × 159 cm | Musée de Mōri (毛利博物館), Hōfu, préfecture de Yamaguchi                                                                           | Two houses in a landscape with trees et high mountains. A large number of people is on the path leading from one house to the other. |